# 屏门

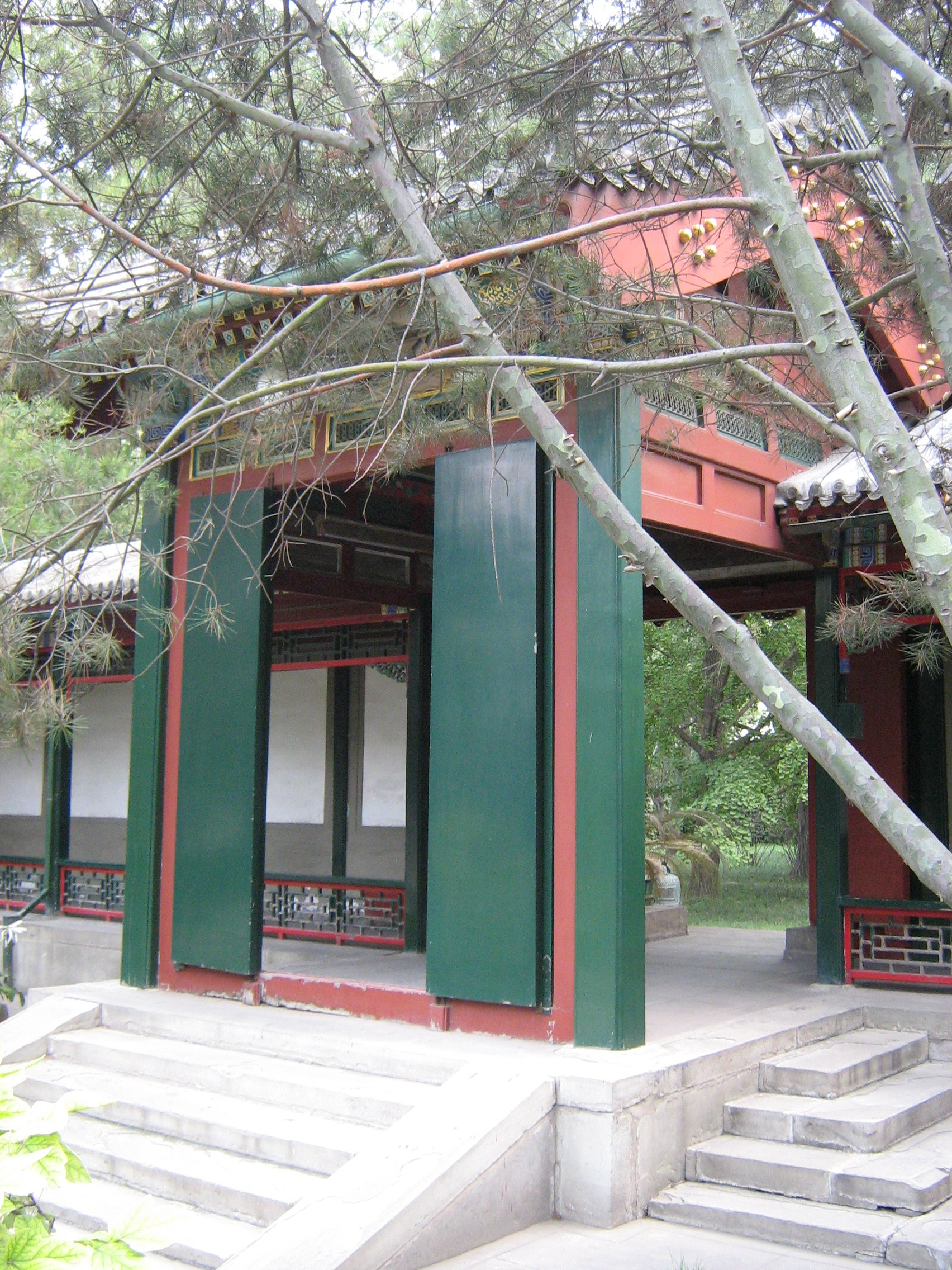
北京郭沫若故居垂花门后的屏门（绿色）

屏门是用于遮挡视线的门，一般不与墙相连，其功能和影壁和屏风相同。和屏风不同的是，屏门置于固定的地方，而和影壁不同的是，屏门的门扇可以活动，并可拆卸。
在中国的四合院中，大门内影壁左右各有一扇屏门，垂花门内也设有屏门。